# Esteban Alvarado
Esteban Alvarado Brown (ur. 28 kwietnia 1989 w Limón) – kostarykański piłkarz grający na pozycji bramkarza. Zawodnik klubu Deportivo Saprissa.

## Kariera klubowa
Zanim Alvarado trafił do Holandii, występował w kostarykańskim zespole Deportivo Saprissa. W 2019 roku powrócił do Kostaryki. Grał m.in. w: LD Alajuelense czy CS Herediano. 

## Kariera reprezentacyjna
W reprezentacji Kostaryki zadebiutował w 2010 roku.